# Luca Ascani
Luca Ascani (Loreto, 29 juni 1983) is een voormalig Italiaans wielrenner.
In 2007 werd Ascani verrassend Italiaans tijdritkampioen bij de profs. Op 2 augustus 2007 werd echter bekend dat Ascani na dit Italiaans kampioenschap tijdrijden op 26 juni was betrapt op het gebruik van het verboden middel epo.

## Belangrijkste overwinningen
2005
- 7e etappe Ronde van het Qinghaimeer

2007
- 1e etappe Ronde van de Abruzzen
- Eindklassement Ronde van de Abruzzen
- Italiaans kampioen Individuele tijdrit op de weg, Elite

2010
- Eindklassement Ronde van Servië

## Resultaten in voornaamste wedstrijden
| Jaar | Milaan-San Remo | Gent-Wevelgem | Rund um den Henninger-Turm |
| ---- | --------------- | ------------- | -------------------------- |
| 2005 | 87e             |               |                            |
| 2006 |                 |               | 7e                         |
| 2012 |                 | 86e           |                            |